# Спилитим и Рашо
„Спилитим и Рашо“ е български 20-сериен телевизионен игрален филм от 1980 година по сценарий на Севдалин Генов, Кръстю Ивайлов и Камен Русев. Режисьори: Павел Павлов, Магда Каменова. Оператор е Младен Колев. Музиката във филма е композирана от Юри Ступел. Редактори са Евгени Констатинов и Юрий Морозов, а художници на филма са Цветана Янкова и Алексей Левченко.

## Серии
- 1. серия – „Страхливите от Храбърско“ – 17 минути
- 2. серия – „Изворът на края на света“ – 17 минути
- 3. серия – „Бедният хамалин и алчният търговец“ – 17 минути
- 4. серия – „Приказка, срещната по пътя“ – 10 минути
- 5. серия – „Глупавият поп“ – 13 минути
- 6. серия – „Край морето на Япония“ – 12 минути
- 7. серия – „Сговорна дружина“ – 14 минути
- 8. серия – „Приказка за бозата“ – 12 минути
- 9. серия – „Досетливият селянин“ – 12 минути
- 10. серия – „Приказки, приказки“ – 12 минути
- 11. серия – „Виновна ли е каменната плоча“ – 12 минути
- 12. серия – „Неблагоразумните желания“ – 12 минути
- 13. серия – „Кой за какво се кара“ – 10 минути
- 14. серия – „Глупавият жених“ – 14 минути
- 15. серия – „Най-хубавата вещ“ – 16 минути
- 16. серия – „Глухария“ – 13 минути
- 17. серия – „Умното момиче“ – 13 минути
- 18. серия – „История с хвърчило“ – 11 минути
- 19. серия – „Двамата глупаци“ – 14 минути
- 20. серия – „Трима срещу един“ – 9 минути [1].

## Сюжет
Приказки по море с мъдростта на живота…
Коминочистачът Евтим, известен с прякора Спилитим и Рашо, капитан на кораба „Гларус“ – пътешестват по море. Спилитим разказва приказка след приказка – за лекарството против страх, за края на света, за алчността, за срещата по пътя, за глупостта, за свободното време, за труда и сговорната дружина, за досетливостта и остроумието, за призванието, за кражбата, за разумните желания, за свободата и други истории с мъдрост и поука така, както и най-дългата приказка, която спасява живота на разказвача.

## Състав

### Актьорски състав
| Изпълнител                                 | Роля                                                                        |
| ------------------------------------------ | --------------------------------------------------------------------------- |
| Юрий Ангелов (като Юри Ангелов)            | коминочистачът Спилитим (в 20 серии: от I до XX вкл.)                       |
| Георги Мамалев                             | капитан Рашо (в 20 серии: от I до XX вкл.)                                  |
| Иван Обретенов                             | готвачът Рачо (в 20 серии: от I до XX вкл.)                                 |
| Светозар Цанков                            | юнгата (в 20 серии: от I до XX вкл.)                                        |
| Антон Горчев                               | хитрият съселянин Иван (в I серия) / умният Джонах (в IV серия)             |
| Иван Цветарски                             | чорбаджията (в I серия)                                                     |
| Петър Петров                               | (в 2 серии: I и VIII)                                                       |
| Стоян Стойчев                              | попът (в 2 серии: V и XX)                                                   |
| Тодор Пройнов                              | (в I серия)                                                                 |
| Владимир Русинов                           | (в 3 серии: I, IX и XV)                                                     |
| Йордан Гогов                               | (в I серия)                                                                 |
| Мария Статулова                            | Мария (в II серия)                                                          |
| Домна Ганева                               | лошата мащеха на Мария (в II серия) / императрицата на Кенталия (в X серия) |
| Златина Дончева                            | (в II серия)                                                                |
| Кирил Господинов                           | хаджията-търговец (в III серия)                                             |
| Ириней Константинов                        | излъганият хамалин (в III серия)                                            |
| Румяна Гайтанджиева                        | хитрата перачка (в III серия)                                               |
| Емилия Радева                              | жената на хаджията-търговец (в III серия)                                   |
| Никола Дачев                               | кадията (в III серия)                                                       |
| Георги Гайтанеков (като Георги Гайтаников) | богаташът (в IV серия)                                                      |
| Зафир Горчев                               | (в IV серия)                                                                |
| Стоян Стоев                                | Панко „Глупака“, слугата на попа (в V серия)                                |
| Александър Александров                     | князът (в V серия) / 1-ви юнак (в XV серия)                                 |
| Невена Ханджиева                           | (в V серия)                                                                 |
| Илиана Атанасова                           | царицата (в VI серия)                                                       |
| Никола Стефанов (като Николай Стефанов)    | царският син (в VI серия) / (в VIII серия) / (в XVIII серия)                |
| Васил Димитров                             | лошият цар (в VI серия) / (в XIX серия)                                     |
| Живко Гарванов                             | царицата (в VI серия) / (в XIX серия)                                       |
| Николай Узунов                             | момъкът (в VII серия) / (в XVIII серия)                                     |
| Наталия Трисветова                         | принцесата (в VII серия)                                                    |
| Сотир Майноловски                          | старецът (в VII серия)                                                      |
| Иван Кутевски                              | (в VII серия)                                                               |
| Цветана Димитрова                          | (в VII серия)                                                               |
| Димитър Стефанов                           | (в VII серия)                                                               |
| Людмила Захариева                          | (в VIII серия)                                                              |
| Пепа Николова                              | (в VIII серия)                                                              |
| Вълчо Камарашев                            | (в 2 серии: VIII и XIX)                                                     |
| Велко Кънев                                | бедният съсед с кокошката (в IX серия)                                      |
| Таня Вучкова                               | кралицата (в IX серия)                                                      |
| Любомир Димитров                           | графа (в IX серия)                                                          |
| Юрий Яковлев (като Юри Яковлев)            | богатият съсед (в IX серия)                                                 |
| Михаил Ганев                               | императорът на Кенталия (в X серия)                                         |
| Николай Бинев                              | съдията (в XI серия)                                                        |
| Златко Самарджиев                          | момчето (в XI серия)                                                        |
| Росен Рачев                                | (в XI серия)                                                                |
| Красимира Петрова                          | добрата горска фея Милина (в XII серия)                                     |
| Лора Керанова                              | старицата / горската фея Милина (в XII серия)                               |
| Галя Григорова                             | (в XII серия)                                                               |
| Даниела Ковачева                           | (в XII серия)                                                               |
| Елена Мирчовска                            | в 2 серии: Розина (в XIII серия) / снахата (в XVI серия)                    |
| Васил Бъчваров                             | Петручо (в XIII серия)                                                      |
| Герасим Младенов                           | синът изпълняващ съвета на майка си (в XIV серия)                           |
| Милко Никодимов                            | бай Неделчо (в XIV серия)                                                   |
| Катя Чукова                                | майката на Рада (в XIV серия)                                               |
| Иванка Даковска                            | (в XIV серия)                                                               |
| Емануела Шкодрева                          | (в XIV серия)                                                               |
| Георги Велчовски                           | 3-ти юнак (в XV серия)                                                      |
| Кристиян Фоков                             | 2-ри юнак (в XV серия)                                                      |
| Дамян Антонов                              | бащата (в XV серия)                                                         |
| Детелина Лазарова                          | (в XV серия)                                                                |
| Димитър Георгиев                           | (в 2 серии: XV и XX)                                                        |
| Димитър Миланов                            | майстора (в XV серия)                                                       |
| Антон Радичев                              | стопанинът на къщата (в XVI серия)                                          |
| Кирил Кавадарков                           | кметът на Долно Глухаре (в XVI серия)                                       |
| Вера Дикова                                | стопанката (в XVI серия)                                                    |
| Антон Карастоянов                          | пъдарят (в XVI серия)                                                       |
| Иван Йорданов                              | бащата (в XVII серия)                                                       |
| Велика Коларова                            | хубавата Румяна (в XVII серия)                                              |
| Иван Балсамаджиев                          | синът пратен на пазара с 3 пари (в XVII серия)                              |
| Теофан Хранов                              | (в XVII серия)                                                              |
| Павел Дубарев                              | (в XVII серия)                                                              |
| Веселин Борисов                            | (в 2 серии: XVII и XVIII)                                                   |
| Кольо Дончев                               | (в XVIII серия)                                                             |
| Николай Иванов                             | (в 2 серии: XVIII и XIX)                                                    |
| Соня Маркова                               | (в XIX серия)                                                               |
| Стефан Мавродиев                           | (в XIX серия)                                                               |
| Иван Янчев                                 | (в XX серия)                                                                |
| Петър Божилов                              | (в XX серия)                                                                |

### Творчески и технически екип
| Режисьори  | Павел Павлов Магда Каменова               |
| Сценаристи | Севдалин Генов Кръстю Ивайлов Камен Русев |
| Оператор   | Младен Колев                              |
| Музика     | Юри Ступел                                |